# كيفن جونز
كيفن جونز (9 سبتمبر 1986 في المملكة المتحدة - )  (بالإنجليزية: Kevin Jones)‏ هو لاعب كريكت بريطاني. لعب مع Kent County Cricket Club ‏.

## وصلات خارجية
- كيفن جونز على موقع إي آس بي آن كريك إنفو (الإنجليزية)